# Mehmed Handžić
 (août 2024).
Hadji Mehmed Handžić, né le 16 décembre 1906 à Sarajevo, et mort le 29 juillet 1944 dans la même ville, est un érudit musulman, théologien, journaliste et homme politique bosniaque. Handžić est le chef du mouvement de renouveau islamique en Bosnie et le fondateur de l'association religieuse El-Hidaje. Il fut l'un des auteurs de la Résolution des musulmans de Sarajevo et président du Comité de salut national.
Handžić est né à Sarajevo, où il effectue ses études primaires et secondaires. Il s'inscrit ensuite à l'université Al-Azhar en Égypte, où il écrit ses premiers ouvrages. Après avoir obtenu son diplôme d'Al-Azhar, il retourne en Bosnie, où il devient professeur puis directeur de la Médersa de Gazi Husrev-bey. En 1936, il cofonde l'association El-Hidaje, qui regroupe des intellectuels du courant revivaliste. Il devient ensuite rédacteur en chef du journal de l'association et en est élu président en 1939.
Sa carrière politique commence avec sa candidature aux élections législatives yougoslaves de 1938. Un an plus tard, il participe à la création du Mouvement pour l'autonomie de la Bosnie-Herzégovine et rejoint sa direction. Lorsque les puissances de l'Axe envahissent la Yougoslavie en avril 1941, elles établissent un gouvernement fantoche (État indépendant de Croatie) auquel Handžić prête allégeance. Il retire son soutien quelques mois plus tard et initie l'adoption de la Résolution des musulmans de Sarajevo (en), condamnant les crimes de guerre commis par l'État indépendant de Croatie. Handžić devient ensuite président du Conseil de Salut National, créé pour organiser la défense et l'aide aux musulmans de Bosnie. Il meurt le 29 juillet 1944 lors d'une opération médicale de routine à l'hôpital de Koševo.

## Jeunesse et éducation
Mehmed Handžić naît en 1906 à Sarajevo, au sein d'une influente famille bosniaque. Il reçoit son éducation primaire au sein de sa famille et dans un mekteb local. La Société Gajret (en) lui accorde une bourse pour des études de médecine, en reconnaissance de son statut de meilleur élève de sa promotion au Lycée musulman. Cependant, en 1926, il choisit de s'inscrire à l'université al-Azhar en Égypte, où il est considéré comme l'un des meilleurs étudiants et souvent appelé « cheikh ». De nombreux professeurs de l'université sollicitent ses avis sur diverses questions.
Handžić se distingue dans les domaine de la science du hadith et de la tradition islamique. Il rédige en arabe l'ouvrage Al Jewhar al asna fi tarajim 'ulama' wa shu'ra' al-Bosna pendant ses études à Al-Azhar. Cet ouvrage, qui traite des réalisations intellectuelles des Bosniaques dans l'histoire, est publié en plusieurs éditions et traduit en bosnien par le professeur Mehmed Kico. Pendant son séjour à Al-Azhar, Handžić est en contact avec les Frères musulmans, ce qui lui fait développer une vision plus politique de l'islam que la plupart des oulémas bosniaques. Il obtient son diplôme en droit islamique en 1931, puis effectue le pèlerinage du Hajj avant de retourner en Bosnie.

## Carrière académique

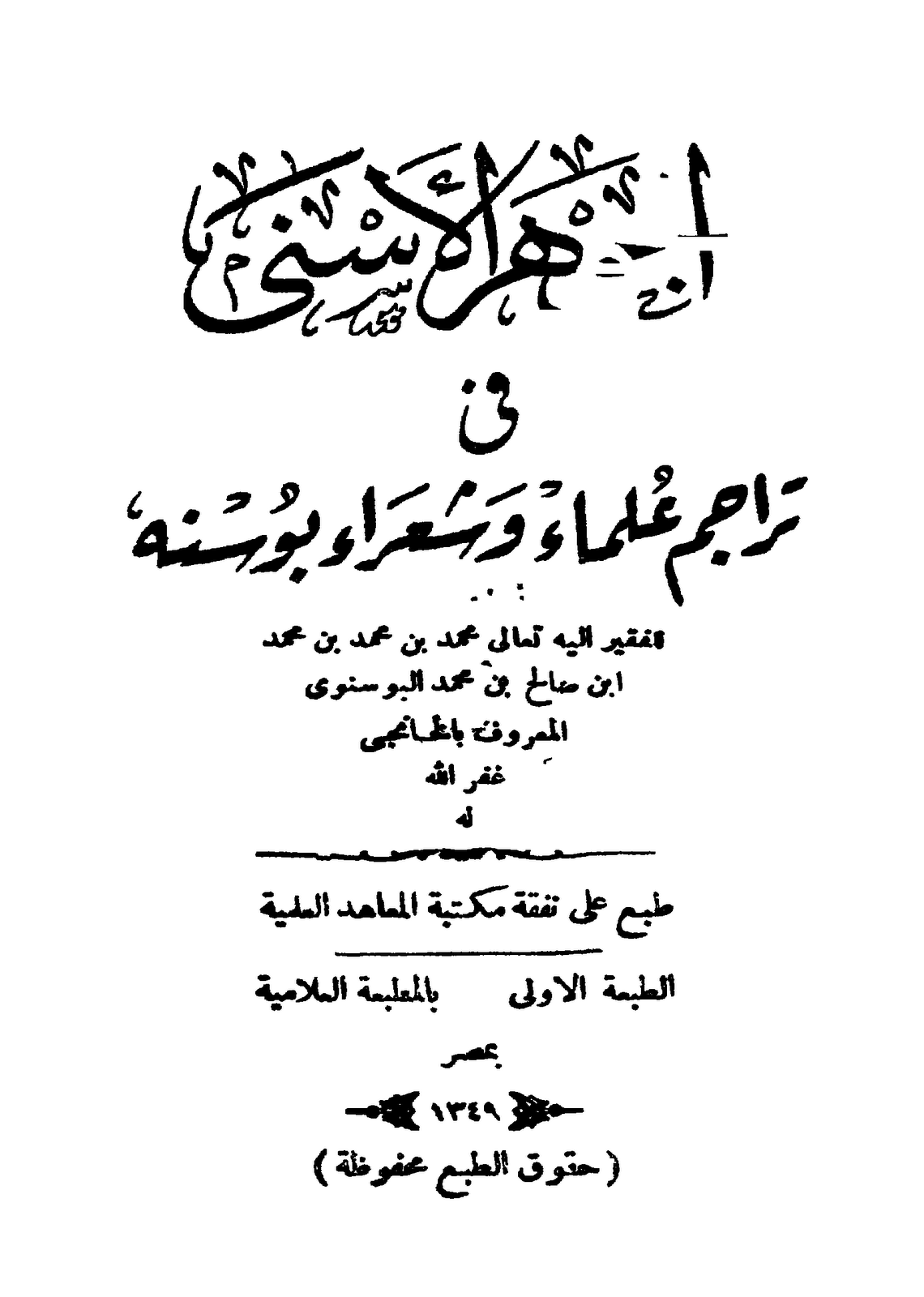
Couverture de Al Jewhar al asna fi tarajim 'ulama' wa shu'ra' al-Bosna, une œuvre en arabe rédigée par Handžić lors de ses études au Caire.

Handžić devient professeur à la médersa de Gazi Husrev-bey, dont il est nommé directeur en 1932. Il y enseigne la langue arabe ainsi que les disciplines du tafsir, du hadith et du fiqh. En parallèle, il collabore avec plusieurs journaux islamiques et s'investit dans diverses activités au sein des associations musulmanes en Bosnie. En 1931 ou 1932, il initie la réouverture d'une khanqah à Bentbaša. En 1933, il est élu au comité de l'organisation caritative musulmane Merhamet. L'année suivante, il rédige un livret intitulé Vasijjetnama (en français : Testament) et en fait don de tous les revenus à Merhamet.
En 1937, Handžić devient conservateur en chef de la bibliothèque Gazi Husrev-beg, où il crée un nouveau catalogue et examine 3 240 manuscrits. En 1939, il est nommé professeur à l'École supérieure de théologie islamique de la charia, où il enseigne le fiqh et le tafsir.
Handžić est également le leader d'un mouvement de renouveau islamique en Bosnie, qui cherche à revenir à ce qu'il considère comme l'islam traditionnel, s'opposant à une interprétation libre du Coran ou à une acceptation facile de la modernité européenne. Le 8 mars 1936, Handžić fonde, avec ses associés, l'association El-Hidaje (Le Droit Chemin), qui rassemble des savants religieux, des müderris (en), des imams et d'autres intellectuels du courant réformiste,,. L'association lance également un journal du même nom en décembre 1936, dont Handžić devient rédacteur en chef en août 1937. Il est élu président de l'association en 1939. Sous sa direction, El-Hidaje passe d'une organisation représentant le corps des oulémas, en la principale organisation du mouvement de renouveau islamique, destinée à rassembler tous les musulmans de Bosnie.

### Œuvres écrites
La majorité des travaux de Handžić portent sur la tradition et l'éthique islamiques. À la fin des années 1930, il rédige plusieurs courts commentaires coraniques en arabe. En 1941, il écrit un manuel intitulé Introduction à la science du Tafsīr. Ce manuel est toujours utilisé comme ouvrage principal pour les matières liées au tafsir dans les lycées religieux de Bosnie.

## Carrière politique
La carrière politique de Handžić débute lorsqu'il est candidat sur la liste électorale de l'Organisation musulmane (branche bosniaque musulmane du Parti paysan croate) lors des élections législatives de 1938. Par la suite, Handžić participe à plusieurs réunions des principales organisations culturelles et religieuses bosniaques, ce qui conduit à la création du Mouvement pour l'autonomie de la Bosnie-Herzégovine le 30 décembre 1939. Il intègre la direction de ce mouvement en tant que représentant d'El-Hidaje.
En avril 1941, l'État indépendant de Croatie est créé à la suite de l'invasion de la Yougoslavie par les puissances de l'Axe. Les élites politiques et religieuses musulmanes, prêtent allégeance au nouveau gouvernement fantoche des oustachis. En mai 1941, Handžić lui-même, accompagné de Kasim Dobrača, prête serment d'allégeance au Poglavnik (en) Ante Pavelić au nom de l'association El-Hidaje.
Cependant, ce soutien est retiré le 28 août 1941, lorsque Handžić, lors d'une assemblée d'El-Hidaje, initie l'adoption d'une résolution condamnant les crimes de guerre commis par les Oustachis ainsi que l'expulsion des Serbes, Juifs, Roms et autres populations de Bosnie-Herzégovine. Le 12 octobre, cette résolution est rendue publique avec le soutien de 108 notables musulmans de Sarajevo.
Le 26 août 1942, une conférence réunissant environ 300 notables musulmans se tient sous la présidence du Reis-ul-Ulema Salih Safvet Bašić (hr) dans les locaux de l'association caritative musulmane Merhamet à Sarajevo. Cette conférence est organisée en réponse aux massacres de Bosniaques par les Tchetniks à Foča. Les participants critiquent l'incapacité de l'État indépendant de Croatie à protéger les civils musulmans et fixent pour objectifs l'organisation d'une aide pour les musulmans de l'est de la Bosnie et la création d'une force armée pour défendre les musulmans. Pour atteindre ces objectifs, le Conseil de Salut National est fondé lors de cette conférence, avec Handžić comme président,.
Handžić accuse le régime croate, sous tutelle nazie, de massacrer les musulmans et demande donc l'intervention de l'Allemagne. À cette fin, il rencontre des responsables de l'ambassade allemande à Sarajevo à la mi-avril 1943. Lors de cette rencontre, il affirme que les musulmans présents au sein du gouvernement oustachi ne représentent pas véritablement la communauté musulmane, mais ont été « achetés ». Il accuse à la fois le régime oustachi de Croatie et le royaume de Yougoslavie d'adopter une « politique d'anéantissement » à l'égard des musulmans. Il se félicite de la formation d'une division SS musulmane et appelle également à la création d'un État musulman indépendant sous protection allemande. Alors que d'autres politiciens musulmans plaident ouvertement pour une alliance, Handžić le fait en privé.
Au cours du même mois, Handžić accueille le grand mufti de Jérusalem, Amin al-Husseini, lors d'un banquet à l'hôtel de ville de Sarajevo. Le mufti s'était rendu en Bosnie pour organiser le recrutement de la division SS musulmane.
En 1943, ailleurs en Bosnie, des musulmans commencent à rejoindre les Partisans yougoslaves anti-nazis, qui en retour commencent à protéger les musulmans des attaques des Tchetniks. À l'automne de la même année, Muhamed Pandža décide de créer une force de guérilla musulmane pour combattre aux côtés des Partisans, une initiative soutenue par Handžić et d'autres notables musulmans.

### Positionnement politique
Handžić s'oppose fermement à la sécularisation qui se diffuse en Bosnie à la suite de la Première Guerre mondiale. Il dénonce les mariages mixtes (entre un musulman et un non-musulman) et exhorte les musulmans à ne pas assister aux mariages ou aux funérailles non-musulmans. Il insiste également sur l'importance pour les musulmans de porter des signes religieux.
Handžić critique vivement l'occidentalisation de la Bosnie, la qualifiant de « matérialiste », et condamne les relations sexuelles prénuptiales ainsi que la consommation d'alcool. Il perçoit l'Europe occidentale comme anti-musulmane, écrivant que de nombreux journaux européens se réjouissait des massacres de musulmans en Roumélie.
Pour Handžić, l'islam constitue un élément fondamental de l'identité culturelle des musulmans bosniaques, et il croit en la compatibilité de l'islam avec le nationalisme. Son ouvrage Patriotisme, nationalité et nationalisme du point de vue islamique, publié par El-Hidaje en 1941, dessine les contours fondamentaux du nationalisme bosniaque,. Handžić a également des inclinations panislamiques.

## Mort et héritage
Mehmed Handžić meurt le 29 juillet 1944 à l'âge de 37 ans, lors d'une opération médicale de routine à l'hôpital de Koševo. Il ne s'est jamais marié et n'a pas eu d'enfants. Sa mort aurait pu être, selon certaines allégations, le résultat d'un assassinat par les Partisans, une théorie que l'historien Marko Attila Hoare juge « pas impossible ».
Le chercheur contemporain Hazim Šabanović décrit Handžić comme l'un des plus grands savants islamiques que la Bosnie ait connus au cours des cinq derniers siècles. La bibliographie de Handžić comprend 300 ouvrages ainsi que de nombreux articles, traités, essais, brochures et manuels, rédigés à la fois en bosniaque et en arabe. Certains de ses manuels restent encore aujourd'hui la principale littérature pour les étudiants de la Faculté des études islamiques de l'université de Sarajevo.